# Clematis campestris
Clematis campestris är en ranunkelväxtart som beskrevs av St.-hil.. Clematis campestris ingår i släktet klematisar, och familjen ranunkelväxter. Inga underarter finns listade i Catalogue of Life.

## Bildgalleri

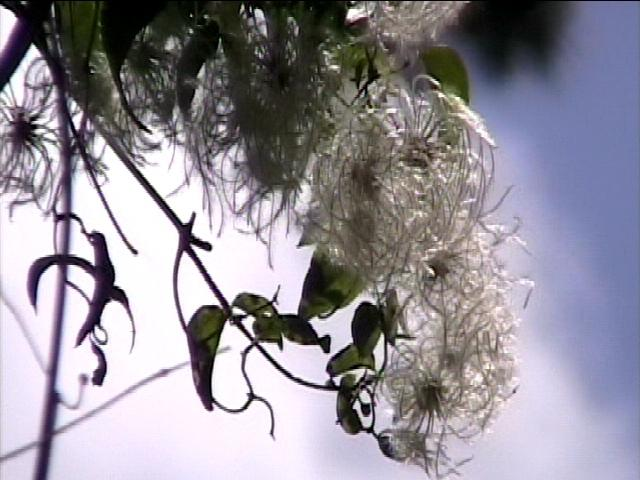